# イヴのすべて
『イヴのすべて』（原題：이브의 모든 것）は、2000年4月26日から7月6日にかけて韓国のMBCで放送されたテレビドラマである。全20話。
韓国のテレビ局MBSを舞台に、看板キャスターの座を争う二人の女性アナウンサーと、二人を取り巻く人間模様を描く。
日本では2002年10月11日から12月13日にかけてテレビ朝日系列（ほぼ関東ローカル）で全10話として放映され、その後BS朝日、LaLa TVでも放映された。2004年になると日本の韓流ブームを受け、全国のさまざまなローカル局で放送された。また、2003年には中南米（メキシコ、ペルー、コロンビア、ボリビア）でも放映された。
2009年にフィリピンでリメイクされ、2010年に中国で韓国の俳優チャン・ヒョクを主演者に起用してリメイクされた。

## 登場人物

### 主要人物
ユン・ヒョンチョル
演 - チャン・ドンゴン
放送局MBSの企画理事になる。
チン・ソンミ
演 - チェリム
MBSのアナウンサーになる。
ホ・ヨンミ
演 - キム・ソヨン
MBSのアナウンサーになる。
キム・ウジン
演 - ハン・ジェソク
MBSの記者。ソンミの兄同然の人物。

### MBSの局員
ユン会長
演 - ハン・インス
ヒョンチョルの父。MBSの会長。
キム常務
演 - チェ・サンフン
ユン会長の後妻の兄。MBSの常務。
イ記者
演 - ソン・イルグク
MBSの記者。ウジンの同僚。
チョ・チョジェ
演 - キム・ヒョジン
MBSの局員。

#### アナウンサー室所属
キム・ソンダル
演 - パク・チョル
MBSのアナウンサー。
イ・ギョンヒ
演 - パク・スンチョン
MBSのアナウンサー。
ユ・ジュヒ
演 - キム・ジョンウン
MBSのアナウンサー。
シン・ギジョン
演 - イ・グニ
MBSのアナウンサー。
チェ・ジンス
演 - ユン・ギウォン
MBSのアナウンサー。

### その他の人物
ヒョンチョルの母
演 - イ・ギョンジン
ヒョンチョルの継母
演 - キョン・ミリ
ユン会長の後妻。
ギソン
演 - ヒョンソク
ソンミの父。
ジョンスク
ウジンの母。ギソンの友人。
インス
ヨンミの元恋人
ヨンミの父
演 - イ・ヒョジョン

## テレビ朝日版
韓国の連続ドラマをキー局で放送したのはこのドラマが最初である。テレビ朝日はこの放送直前に出演俳優を来日させ盛り上げたが、オリジナル版と比較すると半分の10話に話数を圧縮したためストーリーに辻褄が合わない部分が多数出たこと、また主題歌とBGMを差し替えたりしていることから酷評され、視聴率は低いまま推移した。翌年にはNHK衛星放送で「冬のソナタ」の放送が始まったため、『早すぎた韓流ドラマ』の異名を持つ。また、ABCテレビや北海道テレビなどは放送されず、トリック第1シリーズ再放映に差し替えられた。
後に、全20話を収録した完全版が2007年11月にコリア・エンターテインメントから発売されている。

## フィリピン版ドラマ
2009年3月9日から2009年6月5日までGMAネットワークで放送されたフィリピンのテレビドラマである。韓国の『イヴのすべて』のリメイクで、主役の2人の女性エリカとニコルをサンシャイン・ディゾンとイザ・カルザドが演じた。

### 視聴率（フィリピン版）
AGBニールセンフィリピンによると、マニラでの視聴率はパイロット版（第1回）が26.1％、最終回は31.8％を記録し、報道によれば、まあまあの視聴率で始まり、最後は視聴率2位になり力強く終わった。

## 中国版
2010年9月21日に中国の浙江衛視で放送。中国のリメイク版が制作された。邦題は『新・イヴのすべて 〜愛とキャリアを賭けた女神たち〜』。

### キャスト
- 陳易樸（チェン・イプ）：チャン・ヒョク
- 徐丹萍（シュ・ダンピン）：朱丹（ダニ・ジュ）
- 夏正男（シャ・ジョンナン）：楊謹華（シェリル・ヤン）
- 李朝陽（リー・チャオヤン）：吳健（ウー・ジェン）

### 日本での放送及びソフト化
LaLa TV、とちぎテレビにて放送。ハピネットよりDVDも発売された。DVDに含まれる日本語吹替版の担当声優は以下の通り：
- 陳易樸：浜田賢二
- 徐丹萍：小島幸子
- 夏正男：峯香織
- 李朝陽：石井真

## スタッフ
オリジナル版
- 脚本：パク・チヒョン
- 監督：イ・ジンソク
- 制作：MBCプロダクション

テレビ朝日版
- 主題歌：BoA「JEWEL SONG」
- プロデューサー：濱田千佳（テレビ朝日）
- 翻訳：徐賀世子
- 演出：鍛治谷功（ムービーテレビジョン）
- 原版配給・コーディネイト：コリア・エンターテインメント（成七龍）

中国版
- 脚本：吳孟璋、張希
- 監督：麦大傑